# Liste des réserves de biosphère en Russie
La Russie possède 48 réserves de biosphère (en russe : Биосферный заповедник) reconnues par l'Unesco dans le cadre du programme sur l'homme et la biosphère.
Le Comité russe du programme sur l'homme et la biosphère a été fondé en 1975. Dans le cadre de ce programme, les activités du Comité visent à renforcer la coopération en Europe et dans les régions d'Asie de l'est, la formation d'un suivi intégré, l'unification des bases de données et la publication d'articles scientifiques. La Russie est présente dans le réseau européen EuroMAB ainsi que dans le réseau asiatique.
La réserve de biosphère du Grand Altaï est transfrontière avec le Kazakhstan et celle de la dépression lacustre d’Uvs avec la Mongolie.

## Liste des réserves de biosphère
| #  | Réserve de biosphère                                       | Année de reconnaissance | Surface (km²) | Région                                                                         | Remarque | Illustration |
| -- | ---------------------------------------------------------- | ----------------------- | ------------- | ------------------------------------------------------------------------------ | --- | ------------ |
| 1  | Kavkazskiy                                                 | 1978                    | 2 957         | Kraï de Krasnodar, République d'Adyguée République de Karatchaïévo-Tcherkessie | englobe la réserve naturelle et biosphérique du Caucase                                                                                             |              |
| 2  | Okskiy                                                     | 1978                    | 771,93        | Oblast de Riazan                                                               | englobe la réserve naturelle d'Oka |              |
| 3  | Priosko-Terrasnyi                                          | 1978                    | 96,70         | Oblast de Moscou                                                               | englobe la réserve naturelle de Prioksko-Terrasnyi (en)                                                                                             |              |
| 4  | Sikhote-Alin                                               | 1978                    | 44 690,88     | Kraï du Primorié                                                               | englobe la réserve naturelle de Sikhote-Alin |              |
| 5  | Tsentral'nochernozem                                       | 1978                    | 52,88         | Oblast de Koursk                                                               | englobe la réserve naturelle des Terres Noires centrales (en)                                                                                       |              |
| 6  | Astrakhanskiy                                              | 1984                    | 978,16        | Oblast d'Astrakhan                                                             | englobe la réserve naturelle d'Astrakhan |              |
| 7  | Kronotskiy                                                 | 1984                    | 11 421,34     | Kraï du Kamtchatka                                                             | englobe la réserve naturelle de biosphère de Kronotski                                                                                              |              |
| 8  | Laplandskiy                                                | 1984                    | 2 785         | Oblast de Mourmansk                                                            | englobe la réserve naturelle de Laponie |              |
| 9  | Pechoro-llychskiy                                          | 1984                    | 12 537,53     | République des Komis                                                           | englobe la réserve naturelle de la Petchora et de l'Ilytch                                                                                          |              |
| 10 | Sayano-Shushenskiy                                         | 1984                    | 6 909,68      | Kraï de Krasnoïarsk                                                            | englobe la réserve naturelle de Saïano-Chouchensk                                                                                                   |              |
| 11 | Sokhondinskiy                                              | 1984                    | 3 470         | Oblast de Tchita                                                               | englobe la réserve naturelle du Sokhondo (en) |              |
| 12 | Voronezhskiy                                               | 1984                    | 387,83        | Oblast de Voronej Oblast de Lipetsk                                            | englobe la réserve naturelle du Voronezh (en) |              |
| 13 | Tsentral'nolesnoy                                          | 1985                    | 705,08        | Oblast de Tver                                                                 | englobe la réserve naturelle de la Forêt centrale                                                                                                   |              |
| 14 | Baikalskyi                                                 | 1986                    | 2 005,24      | République de Bouriatie                                                        | englobe la réserve naturelle du Baïkal |              |
| 15 | Barguzinskyi                                               | 1986                    | 3 586         | République de Bouriatie                                                        | englobe la réserve naturelle de Bargouzine |              |
| 16 | Tzentralnosibirskii                                        | 1986                    | 52 888,49     | Kraï de Krasnoïarsk                                                            | englobe la réserve naturelle de Sibérie centrale |              |
| 17 | Chernyje Zemli                                             | 1993                    | 5 329,01      | République de Kalmoukie                                                        | englobe la réserve naturelle des Terres Noires (en)                                                                                                 |              |
| 18 | Taimyrsky                                                  | 1995                    | 27 482,66     | Kraï de Krasnoïarsk                                                            | englobe la réserve naturelle du Taïmyr |              |
| 19 | Daursky                                                    | 1997                    | 2 093,14      | Kraï de Transbaïkalie                                                          | englobe la réserve naturelle de Daourie |              |
| 20 | Teberda                                                    | 1997                    | 2 093,14      | République de Karatchaïévo-Tcherkessie                                         | englobe la réserve naturelle de Teberda |              |
|    | Ubsunorskaya Kotlovina                                     | 1997                    | 2 843         | République de Touva                                                            | englobe la réserve naturelle du bassin de l'Oubsou-Nour                                                                                             |              |
| 21 | Nerusso-Desnianskoe-Polesie                                | 2001                    | 1 283,94      | Oblast de Briansk                                                              | englobe la Réserve naturelle de la forêt de Briansk (en)                                                                                            |              |
| 22 | Visimskiy                                                  | 2001                    | 335,08        | Oblast de Sverdlovsk                                                           | englobe la réserve naturelle de Vissim (en) |              |
| 23 | Vodlozersky                                                | 2001                    | 8 651,10      | Oblast d'Arkhangelsk                                                           | englobe le parc national de Vodlozero |              |
| 24 | Îles Komandorski                                           | 2002                    | 36 586,79     | Kraï du Kamtchatka                                                             | englobe la réserve naturelle de Komandorski |              |
| 25 | Darvinskiy                                                 | 2002                    | 4 382,43      | Oblast de Iaroslavl                                                            | englobe la réserve naturelle de Darwin (en) |              |
| 26 | Nijegorodskoe Zavolje                                      | 2002                    | 1 319,10      | Oblast de Nijni Novgorod                                                       | englobe la réserve naturelle de Kerzhenski (en) |              |
| 27 | Lacs de Smolensk                                           | 2002                    | 1 562,37      | Oblast de Smolensk                                                             | englobe le parc national des Lacs de Smolensk |              |
| 28 | Ougra                                                      | 2002                    | 1 538,32      | Oblast de Kalouga                                                              | englobe le parc national de l'Ougra |              |
| 29 | Marine de l'Extrême-Orient                                 | 2003                    | 1 211         | Kraï du Primorié                                                               | englobe la réserve marine de l'Extrême-Orient |              |
| 30 | Kedrovaïa Pad                                              | 2004                    | 385,83        | Kraï du Primorié                                                               | englobe la réserve naturelle de Kedrovaïa Pad |              |
| 31 | Kenozersky                                                 | 2004                    | 1 396,63      | Oblast d'Arkhangelsk                                                           | englobe le parc national de Kenozero |              |
| 32 | Valdaisky                                                  | 2004                    | 2 439,32      | Oblast de Novgorod                                                             | englobe le parc national de Valdaï |              |
| 33 | Khankaiskiy                                                | 2005                    | 392,89        | Kraï du Primorié                                                               | englobe la réserve naturelle du Khanka |              |
| 34 | Grand Volzhsko - Kamsky                                    | 2005                    | 159 259,46    | République du Tatarstan                                                        | englobe la réserve naturelle de la Volga et de la Kama (en)                                                                                         |              |
| 35 | Moyenne Volga                                              | 2006                    | 3 990         | Oblast de Samara                                                               | englobe le Parc national Samarskaïa Luka et la Réserve naturelle de Zhiguli (en)                                                                    |              |
| 36 | Rostovsky                                                  | 2008                    | 1 838,815     | Oblast de Rostov                                                               | englobe la Réserve naturelle de Rostov |              |
| 37 | Altaisky                                                   | 2009                    | 35 322,34     | République de l'Altaï                                                          | englobe la réserve naturelle de l'Altaï |              |
| 38 | Plaine inondée de la Volga Akhtuba                         | 2011                    | 1 804,79      | Oblast de Volgograd                                                            | englobe le parc naturel de la plaine inondable de la Volga-Akhtuba (ru)                                                                             |              |
| 39 | Bashkirskiyi Oural                                         | 2012                    | 3 457         | Bachkirie                                                                      | englobe cinq aires protégées, dont la réserve naturelle de Choulgan-Tach et le parc national de Bachkirie                                           |              |
| 40 | Grand Altaï, transfrontière avec le Kazakhstan             | 2017                    | 15 438,07     | République de l'Altaï                                                          | englobe la réserve naturelle de Katoun, issue de la fusion des réserves de biosphère de Katunsky (Russie, 2000) et Katon-Karagay (Kazakhstan, 2014) |              |
| 41 | Khakassie                                                  | 2017                    | 20 290        | République de Khakassie                                                        | englobe la réserve naturelle de Khakassie |              |
| 42 | Baie de Kizliar                                            | 2017                    | 3 541         | République du Daghestan                                                        | englobe la réserve naturelle du Daghestan |              |
| 43 | Metsola                                                    | 2017                    | 4 046,13      | République de Carélie                                                          | englobe la réserve naturelle de Kostomuksha |              |
| 44 | Montagnes de l'Oural                                       | 2018                    | 1 735,78      | Oblast de Tcheliabinsk                                                         | englobe le lac Tourgoïak et le parc national de Taganaï                                                                                             |              |
| 45 | Lac Elton                                                  | 2019                    | 2 073,40      | Oblast de Volgograd                                                            | |              |
| 45 | Forêt de Kologrivsky                                       | 2020                    | 2 500         | Oblast de Kostroma                                                             | englobe la Réserve naturelle de la forêt de Kologrivsky (en)                                                                                        |              |
| 46 | Grand-Bogdo                                                | 2021                    | 60 423        | Oblast d'Astrakhan                                                             | englobe le lac Baskountchak |              |
| 47 | Kouznetsky Alataou                                         | 2021                    | 2 698 772     |                                                                                | |              |
| 48 | Dépression lacustre d’Uvs, transfrontière avec la Mongolie | 2021                    | 2242112,70    | République de Touva, Province d'Uvs (Mongolie)                                 | englobe la réserve naturelle du bassin de l'Oubsou-Nour                                                                                             |              |